# Stephen Wiltshire
Stephen Wiltshire MBE (ur. 24 kwietnia 1974 w Londynie) – sawant oraz uznany architektoniczny artysta, u którego zdiagnozowano autystyczne zaburzenia percepcji. Jest najbardziej znany dzięki swojej niezwykłej pamięci fotograficznej, stąd często nazywany jest żywą kamerą.

## Życiorys

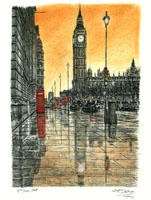
Big Ben podczas deszczowego wieczoru w Londynie

Stephen urodził się 24 kwietnia 1974 roku w Londynie w Anglii. Był niemową, a w wieku 3 lat wykryto u niego autyzm. W tym samym roku jego ojciec zginął w wypadku motocyklowym. W wieku 4 lat został wysłany do szkoły Queensmill School, gdzie wyrażał swoje zainteresowania w kierunku rysowania. Z otaczającym go światem zaczął komunikować się za pomocą rysunków. W wieku 8 lat zaczął rysować wyobrażenia miast zniszczonych przez trzęsienia ziemi oraz samochody. Nauczyciel Chris Marris wspierał go w jego zainteresowaniach i pomógł mu nauczyć się mówić w wieku 9 lat.
W wieku 10 lat Wiltshire narysował serię rysunków, które nazwał London Alphabet (pol. „londyński alfabet”), które przedstawiały znane londyńskie budowle, każde zaczynające się na kolejne litery alfabetu. W 1987 wystąpił na kanale BBC w programie The Foolish Wise Ones, po którym wielu widzów zadzwoniło do niego, wyrażając chęć kupna jego prac. W tym samym roku opublikował swoje rysunki pod tytułem Drawings (pol. „rysunki”). Wiltshire stał się popularnym artystą.
Najbardziej ceniony jest za swoją niebywałą pamięć fotograficzną (ejdetyczną). Narysował całą panoramę Londynu po jednym przelocie helikopterem, zachowując takie szczegóły jak liczba okien w każdym z budynków. Narysował również panoramę Rzymu po zaledwie 45 minutowym locie, Tokio, Frankfurtu, i Hongkongu. We wszystkich tych rysunkach dokładnie odwzorował liczbę kolumn, okien i ulic, mimo iż widział je tylko raz podczas krótkiej podróży.
W 2006 roku Stephen otrzymał Order Imperium Brytyjskiego za pracę dla sztuki i kultury. W tym samym roku w październiku Stephen otworzył swoją galerię w Royal Opera Arcade w Londynie. Przebywa tam dwa dni w tygodniu tworząc prace, rozmawiając z gośćmi galerii lub po prostu rysując dla zabawy.